# Puerto de los Alazores
El puerto de los Alazores es un puerto de montaña de la cordillera Penibética, situado en la Sierra de San Jorge, en la provincia de Granada, muy próxima al límite con Málaga.
Este puerto de montaña fue el paso natural más importante entre ambas provincias, por el que transcurría antiguamente el Camino Real de Granada a Málaga. Según algunas fuentes, fue por este puerto por donde Fernando el Católico cruzó en 1487 para conquistar Vélez-Málaga. 
Pino carrasco, olmos y pino resinero son las especies arbóreas más comunes en la zona. 
En el puerto de los Alazores nace el río Guadalhorce.